# 下川友也
下川 友也（しもかわ ともや、1939年 - ）は、日本の牧師、元神学校教師。大阪府生まれ。元東京基督神学校校長。新潟福音教会牧師下川羊和は子息。

## 来歴・人物
- 1939年　大阪生まれ。
- 1962年　新潟大学卒業
- 1967年　日本基督神学校を卒業と同時に松浜キリスト教会牧師就任
- 1969年　日本同盟基督教団、新潟福音教会牧師に就任
- 1986年　東京基督神学校校長に就任
- 2004年　東京基督神学校校長退任。日本同盟基督教団、日高キリスト教会牧師に就任。
- 2020年　日本同盟基督教団、五十嵐キリスト教会牧師に就任。

2024年 日本同盟基督教団、山の下福音教会牧師に就任。
趣味は聖書通読。時間のほとんどを聖書通読に当てている。日本語の他に英語訳、ドイツ語訳、韓国語訳の聖書を読破した。生涯に千回聖書を読むことを目標にしている（２００５年『聖書通読にチャレンジしよう！ みことば 蜜よりも甘く』出版の時点で522回）。その後、聖書通読、千回を達成したらしい。

## 著書
- 『歴代誌』（新聖書講解シリーズ）、いのちのことば社、1989年。
- 『聖書通読にチャレンジしよう!』（みことば蜜よりも甘く）、いのちのことば社、2005年9月。ISBN 978-4264024026
- 『使徒たちに学ぶ』（ポケット・ディボーション・シリーズ）、いのちのことば社、2006年12月。ISBN 978-4264024996